# San Juan Canal
San Juan Canal är ett vattendrag i Belize.   Det ligger i distriktet Corozal, i den nordöstra delen av landet, 100 km nordost om huvudstaden Belmopan.
I omgivningarna runt San Juan Canal växer i huvudsak städsegrön lövskog. Runt San Juan Canal är det ganska glesbefolkat, med 23 invånare per kvadratkilometer.